# Meristata pulumini
Meristata pulumini es una especie de insecto coleóptero de la familia Chrysomelidae.
Fue descrita científicamente en 1952 por Bryant.